# Cervone, Vîșhorod
Cervone (în ucraineană Червоне) este un sat în comuna Sîneak din raionul Vîșhorod, regiunea Kiev, Ucraina.

## Demografie
Componența lingvistică a localității Cervone
     Ucraineană (99,4%)
     Alte limbi (0,6%)
Conform recensământului din 2001, majoritatea populației localității Cervone era vorbitoare de ucraineană (99,4%), existând în minoritate și vorbitori de alte limbi.

## Galerie

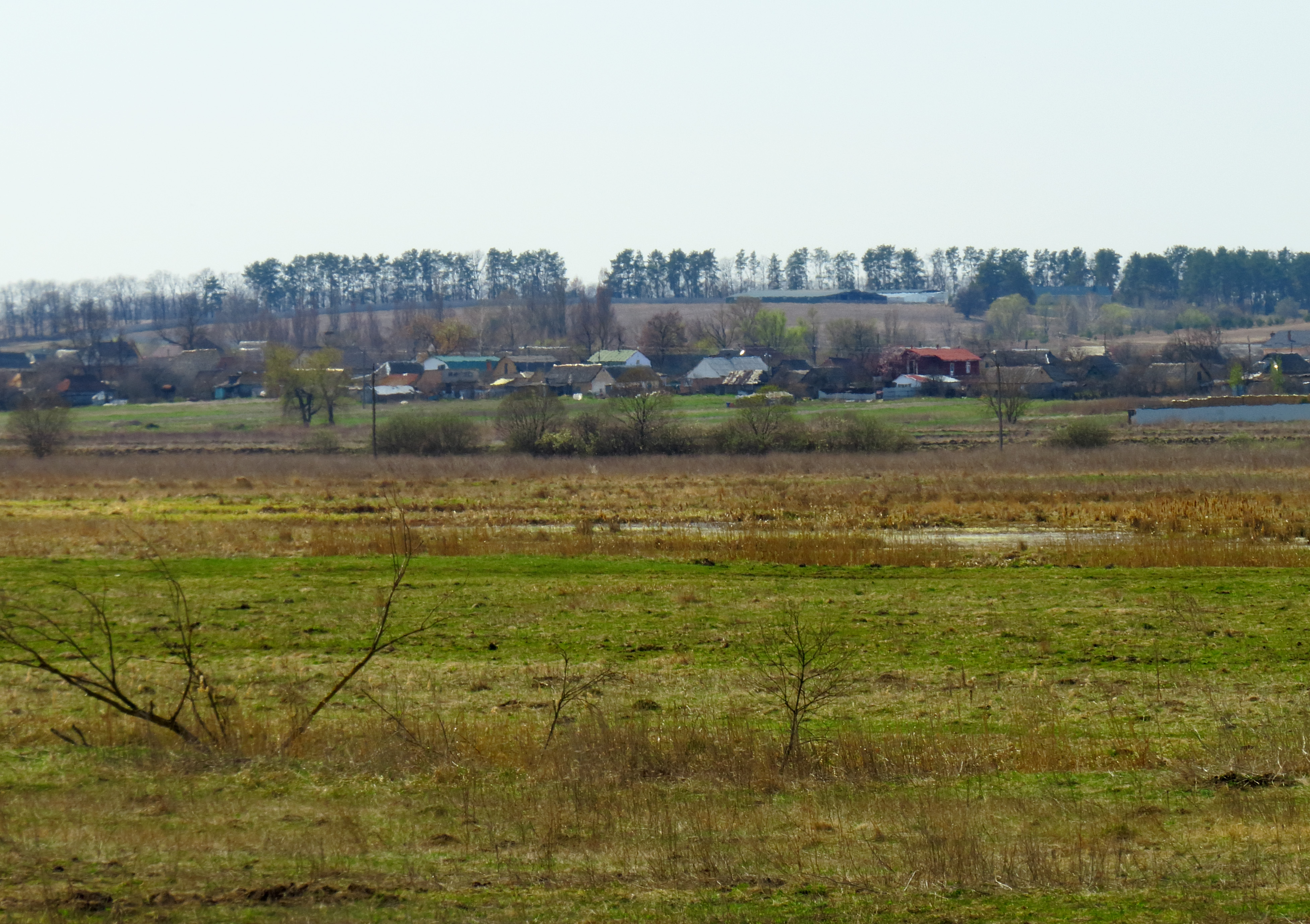
Satul Chervone
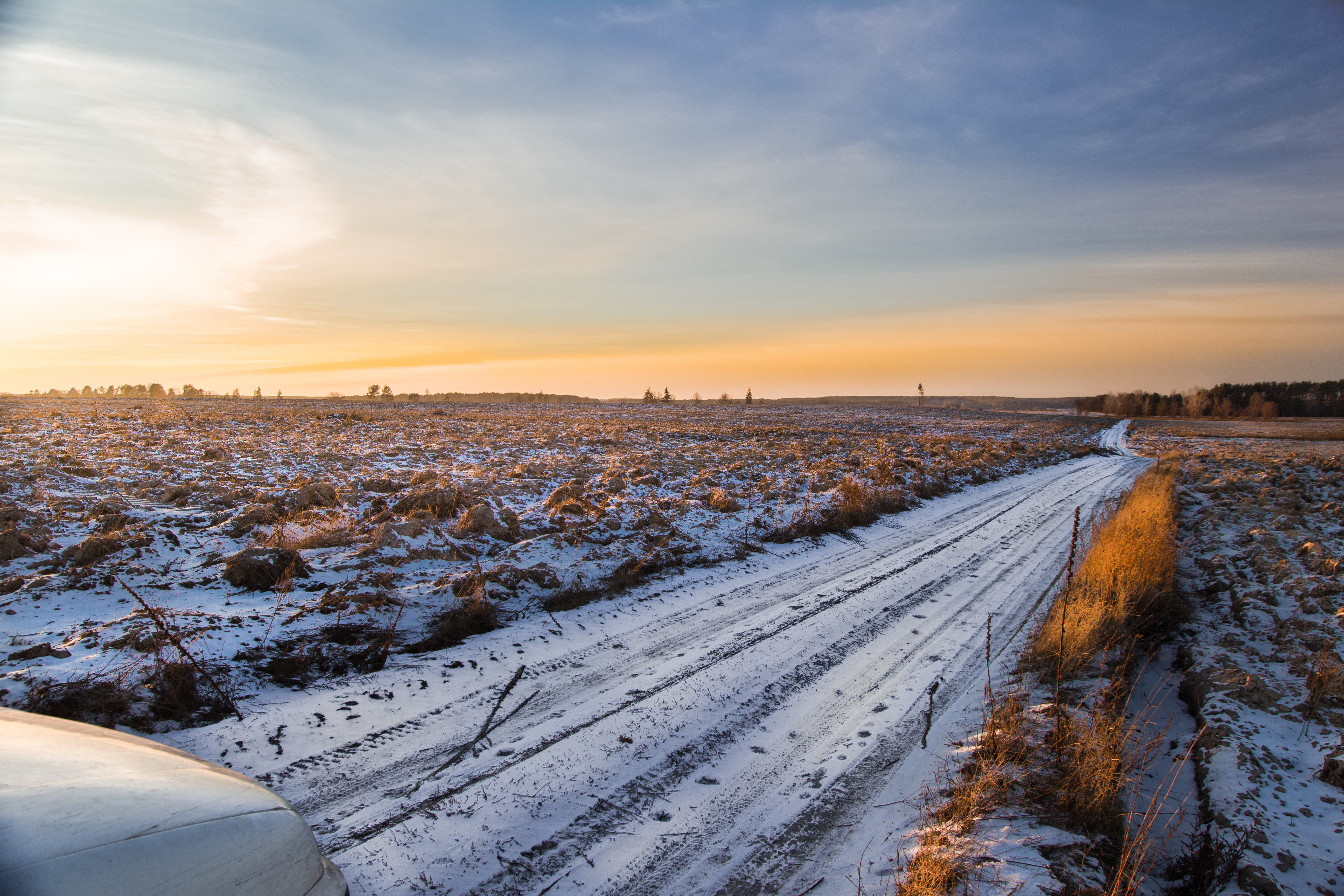
Irpen Floodplain
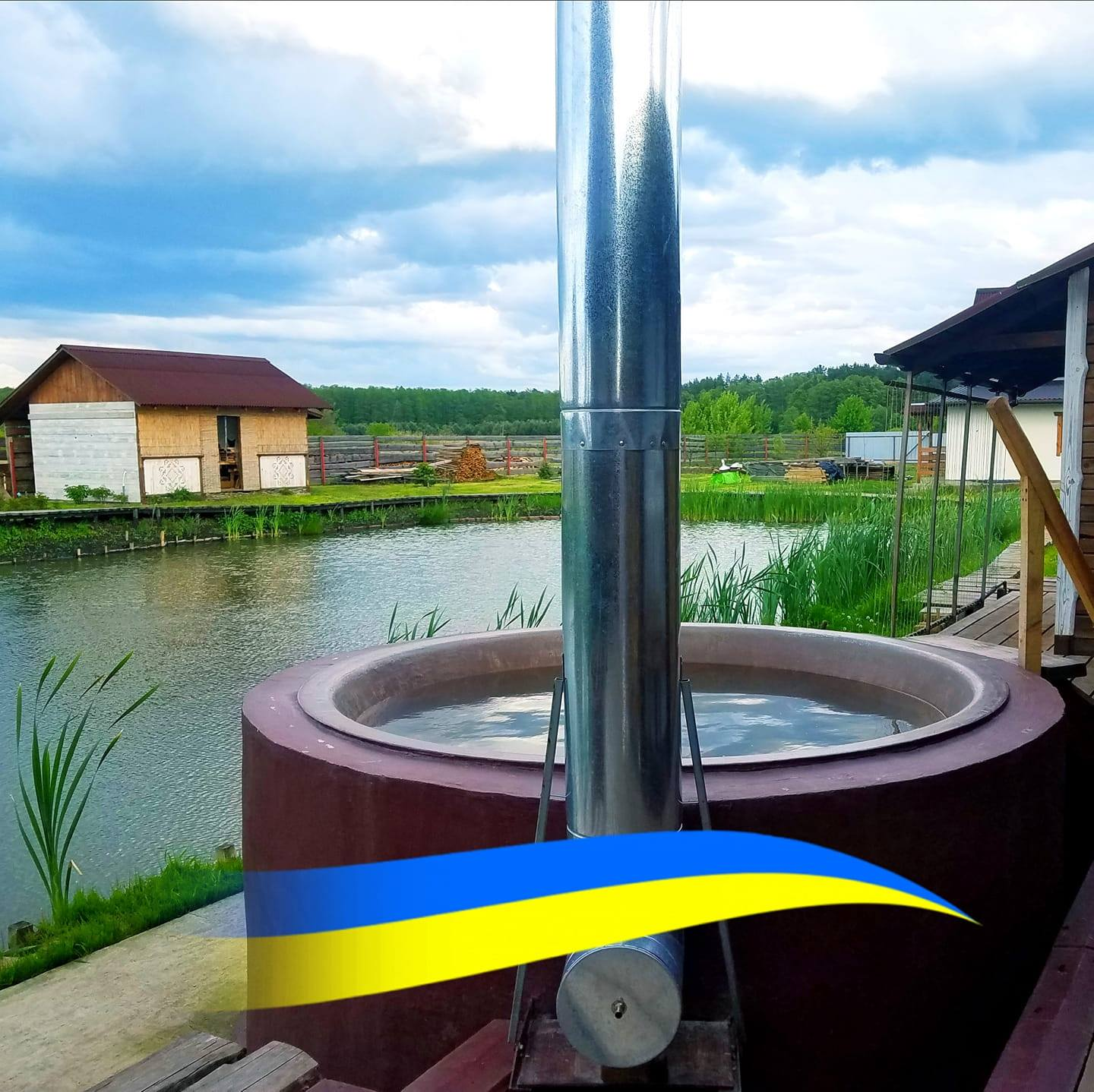
Cuvă Carpatică